# Радуїл
Радуї́л (болг. Радуил) — село в Софійській області Болгарії. Входить до складу общини Самоков.

## Населення
За даними перепису населення 2011 року у селі проживали 1115 осіб.
Національний склад населення села:
| Національність   | Кількість осіб | Відсоток |
| ---------------- | -------------- | -------- |
| болгари          | 1100           | 99,5%    |
| не визначились   | 3              | 0,3%     |
| Всього відповіли | 1105           |          |

Розподіл населення за віком у 2011 році:
Динаміка населення: